# Albert av Riga
Albert av Riga (Albert von Buxhövden, Albrekt) var biskop av Riga på 1200-talet. Biskopen instiftade Svärdsriddarorden och grundlade Tyska Ordens Östersjöprovins, samt grundade staden Riga. Albert av Riga föddes i Bexhövede i Nordtyskland i mitten av 1100-talet och avled den 17 januari 1229. Han tillhörde troligen riddarsläkten Appeldern från det nordtyska Bremen vilken räknades som Ministerialer.
Albert av Riga var kanik i den tyska staden Bremen då han 1199 utnämndes till biskop av Livland (Estland och Lettland) som var utsett av den tyske kejsaren att kristnas och koloniseras av tyska riddare. I Livland efterträdde Albert biskop Berthold sedan denne hade stupat i ett segerrikt slag mot liverna. Albert kom till Livland på våren 1200. Han anförde en styrka, värvad huvudsakligen i Sachsen som omfattade 23 stridsklara skepp. 1201 flyttade Albert biskopssätet från staden Yxkull till Riga som han tillsammans med gotländska köpmän grundade samma år. Året därpå stiftade han Svärdsriddarorden, Bröderna av Kristi ridderskap. Ordens uppgift var att försvara biskopssätet och att underlägga sig och kuva den baltiska ursprungsbefolkningens områden runt staden och därmed säkerställa den mycket lukrativa handelstrafiken på floden Daugava.
Alberts män fick borgar i förläning i utbyte mot rusttjänstgöringen. Han lyckades få med sig pilgrimer under sina resor till Tyskland och ibland ända till Rom, för ett korståg i Livland. Albert erövrade, med svärdsriddarnas och pilgrimernas hjälp, på kort tid områdena på ömse sidor av nedre Daugava. År 1207 fick han Livland som furstendöme inom tysk-romerska riket under namnet Terra Mariana (Jungfru Marias land), och samma år gav han en tredjedel av det då erövrade området till Svärdsriddarorden. Senare hamnade han i makttvister med orden. Detta inledde cirka hundra år av stridigheter mellan biskopsämbetet och orden. 
Albert erövrade vidare Semgallen år 1219 och försökte även inta Estland, men misslyckades. Albert sökte en allians med Danmarks kung Valdemar Sejr, men istället erövrade Valdemar själv landet samma år. Istället intog och kristnade Albert Ösel (1227) samt upprättade stift där samt i Estland och Semgallen. De kyrkliga förhållandena ordnades 1224 av den påvlige legaten Vilhelm av Modena. 1225 erkändes Albert som tysk riksfurste.
Albert avled i Riga och efterlämnade som katolsk biskop inga barn. Han vördades som katolskt helgon fram till reformationen.
Nutida "von Buxhoeveden" är ättlingar till hans kusin Johannes von Buxhoeveden. 
Alberts bror Theodoricus är stamfar till familjen de Raupena (de Ropa, idag kända som "von der Ropp") vilka grundade gods i Livland och Kurland.